# Casa Abadia d'Ares del Maestrat
La casa Abadia d'Ares del Maestrat, a la comarca valenciana de l'Alt Maestrat (Espanya), és un edifici catalogat com a Bé immoble de rellevància local, amb la categoria de Monument d'interès local, amb codiː 12.02.014-018, derivant-se la seua catalogació per estar inclòs en l'expedient de declaració del Conjunt de la vila d'Ares del Maestrat, com Bé d'Interés Cultural i de complementació de la declaració de Bé d'Interés Cultural del Castell d'Ares del Maestrat.